# Смахнатият професор
„Смахнатият професор“ (на английски: The Nutty Professor) е щатска научнофантастична комедия от 1996 година на режисьора Том Шадиак, с участието на Еди Мърфи. Филмът е римейк на едноименния филм от 1963 година с Джери Люис, режисиран от Бил Ричмънд, който е пародия на романа „Странният случай с доктор Джекил и мистър Хайд“ от Робърт Луис Стивънсън от 1886 г. Във филма още участват Джейда Пинкет, Джеймс Кобърн, Лари Милър, Дейв Шапел и Джон Ейлс. Оригиналната музика е композирана от Дейвид Нюман. Филмът печели „Оскар“ за най-добър грим и прически.
Филмът получава позитивни отзиви от критиците, които хвалят грима и изпълнението на Мърфи. Успехът на филма донася продължението – „Смахнатият професор 2“, който е пуснат през 2000 г.

## Актьорски състав
| Актьор         | Роля |
| -------------- | --- |
| Еди Мърфи      | Професор Шърман Клъмп Бъди Лав Татко Клетъс Клъмп (баща на Шърман) Мама Анна Клъмп (майка на Шърман) Баба Айда Мей Дженсън (баба на Шърман, и майка на Анна) Ърни Клъмп старши (брат на Шърман) Ланс Пъркинс, пародия на Ричард Симънс |
| Джейда Пинкет  | Карла Пърти |
| Джеймс Кобърн  | Харлан Хартли |
| Лари Милър     | Ричмънд, деканът на университета |
| Дейв Шапел     | Реджи Уорингтън |
| Джон Ейлс      | Джейсън |
| Джамал Миксън  | Ърни Клъмп младши, племенник на Шърман |
| Монтел Джордан | Себе си |

## Награди и номинации
| Категория                              | Номиниран(и)            | Резултат                |
| Оскар (24 март 1997 г.)                | Оскар (24 март 1997 г.) | Оскар (24 март 1997 г.) |
| -------------------------------------- | ----------------------- | ----------------------- |
| Най-добър грим                         | Най-добър грим          | награда                 |
| Златен глобус (19 януари 1997 г.)      |                         |                         |
| Най-добър актьор в мюзикъл или комедия | Еди Мърфи               | номинация               |

## Продължение
Филмът „Смахнатият професор 2“ е пуснат на 28 юли 2000 г.

## В България
В България филмът е издаден на VHS през 1997 г. от „Александра Видео“.
На 19 май 2007 г. е излъчен по bTV в събота от 20:00 ч. На 12 юли 2008 г. е излъчен отново.
На 1 февруари 2009 г. е излъчен по „Нова телевизия“.
На 17 юли 2021 г. се излъчва и по bTV Comedy.

### Дублажи
| Озвучаващи артисти | Татяна Захова Лидия Вълкова Таня Димитрова Веселин Ранков Александър Воронов Васил Бинев |

| Преводач            | Борислав Стефанов                                                           |
| Тонрежисьор         | Михаил Михайлов                                                             |
| Режисьор на дублажа | Ралица Ботева                                                               |
| Озвучаващи артисти  | Ани Василева Юлия Станчева Васил Бинев Росен Плосков Георги Георгиев – Гого |

| Озвучаващи артисти  | Гергана Стоянова Симеон Владов Петър Върбанов Станислав Димитров Светломир Радев |
| Преводач            | Силвия Вълкова                                                                   |
| Тонрежисьор         | Георги Калудов                                                                   |
| Режисьор на дублажа | Добрин Добрев                                                                    |